# Descriptionum et Iconum Rariores
Descriptionum et Iconum Rariores (abreviado Descr. Icon. Rar. Pl.) es un libro con ilustraciones y descripciones botánicas que fue escrito por el naturalista, médico, profesor, botánico y explorador danés Christen Friis Rottbøll y publicado en el año 1773 con el nombre de Descriptionum et Iconum Rariores et pro maxima parte novas plantas illustrantium liber primus.